# Sjösala vals
Sjösala vals, med inledningsorden "Rönnerdahl han skuttar med ett skratt ur sin säng" är en av Evert Taubes mest sjungna och älskade sånger. Den publicerades första gången separat 1941 och sedan 1942 i Sjösalaboken.

I företalet till Sjösalaboken skriver Taube:
| ” | Min önskan är att besjunga skönheten och glädjen som kriget hotar att förgöra. Krigaren lyssnar gärna till gökens rop och lärkans drill. Och liksom dessa livsglädjens bevingade budbärare aldrig låta sig nedtystas av krigets åskor, men ständigt på nytt sjunga Skaparens lov, så bör också människan i onda och hårda tider besjunga det goda. | „ |

I Sjösalaboken ges "Sjösala vals" en tydlig geografisk hemvist: "Landskapet är Liljefors', gubbarna och gummorna som betraktar hur de unga dansar verkar tagna ur Strix. Rönnerdahl själv som skuttar upp ur sin säng med ett skratt, dansar på ängen och gläds åt naturen utgör idealbilden av svensken som är rik i sin fattigdom, en överlevare nära naturen som klarar kriserna."
Sjösala var från 1937 familjen Taubes sommarhus vid Nämdöfjärden nära Stavsnäs i Stockholms skärgård. Rönnerdahl är, enligt Taube, "svensk målare och humanist, väl hemmastadd bland rosor och ruiner i Rom och bland liljor i Florens." Han har "fått färg av Bellmans målande Mowitz och Karlfeldts dansande Fridolin…”
"Sjösala vals" publicerades separat 1941 och sjöngs in av Sven-Olof Sandberg den 23 oktober 1941. Evert Taube själv spelade in sången den 4 mars 1942.
Evert Taube framförde sången första gången i kortfilmen Gatans serenad, men Sven-Olof Sandberg, Harry Brandelius, "De tre hallåmännen" samt Gustaf Torrestad gav ut inspelningar av visan före Taube. Den chilenska sångerskan Rosita Serrano gav ut en svensk version av sången 1943.